# Europastraße 578
Die Europastraße 578 (kurz: E 578) ist ein Teil des europäischen Fernstraßennetzes in Rumänien. Von Sărățel im Kreis Bistrița-Năsăud, führt die Europastraße in südöstliche Richtung bis Chichiș im Kreis Covasna.
Die E 578 verbindet in der historischen Region Siebenbürgen, die Europastraße 58 bei Sărățel (dt. Reußen) – Gemeinde Șieu-Măgheruș (Ungersdorf) –, mit der E 574 im Ort Chichiș (ung. Kökös).

## Streckenverlauf
Von Sărățel führt die 285 Kilometer lange Straße im Osten des Siebenbürgischen Beckens etwa 20 km in südliche Richtung im Kreis Bistrița-Năsăud, rund 86 km in östliche Richtung im Kreis Mureș, wonach die E 578 130 Kilometer in südliche Richtung – zum Teil entlang des Flusses Olt (Alt) und der Bahnstrecke Sfântu Gheorghe–Siculeni–Adjud – im Kreis Harghita und ungefähr 45 Kilometer im Kreis Covasna verläuft.

### Orte und Länge der Teilstrecken an der E 578
Die Straße führt durch folgende größere Orte: Sărățel – Reghin (Sächsisch-Regen) (46 km) – Toplița (Töplitz) (71 km) – Gheorgheni (Niklasmarkt) (37 km) – Miercurea Ciuc (Szeklerburg) (56 km) – Sfântu Gheorghe (Sankt Georgen) (63 km).